# Giuseppe Guzzardi
Giuseppe Guzzardi (Adrano, 8 dicembre 1845 – Firenze, 14 settembre 1914) è stato un pittore italiano.

## Biografia
Giuseppe Guzzardi nacque ad Adrano (all’epoca Adernò), in provincia di Catania, da Francesco Guzzardi e da Maria Piccione. Già da giovanissimo si dedicò al disegno e grazie ad un premio in denaro ricevuto dall’amministrazione comunale poté trasferirsi e studiare presso la “Real Accademia delle Belle Arti” di Firenze.
Durante il soggiorno toscano frequentò circoli artistici e culturali di respiro europeo ed affinò lo stile artistico e tecnico sotto la guida del maestro Antonio Ciseri, esordendo all'esposizione solenne della Società d'incoraggiamento delle Belle Arti in Firenze del 1874 con le opere "L'aspettativa" e "Ritratto".
Partecipò a diverse mostre ottenendo prestigiosi riconoscimenti anche internazionali.
Molti dei quadri prodotti furono acquistati da gallerie straniere e si trovano attualmente all’estero.
Tra le sue opere più importanti ricordiamo “La Vergine sul Golgota”, esposta a Firenze nel 1876 alla “Accademia delle Belle Arti”, poi donata dall'Autore all'amato fratello Saro Guzzardi, che per testamento, affinché  divenisse oggetto di culto, volle che venisse ceduta alla Chiesa di Santa Chiara in Adrano dove si trova attualmente; “Idillio Campestre” che ottenne un grande successo, tanto che l’artista lo replicò varie volte  e “Il pentimento della Maddalena”, collocato presso la chiesa Madre di Adrano. All'interno della stessa chiesa si trova anche "L'apparizione di Gesù alla Beata Maria Alacoque" per la realizzazione della quale il Guzzardi si attenne fedelmente, quasi a volerne fare un omaggio, a quella realizzata dal maestro Ciseri.
Nei primi anni ottanta fu professore onorario presso l'Accademia delle Belle Arti di Firenze.

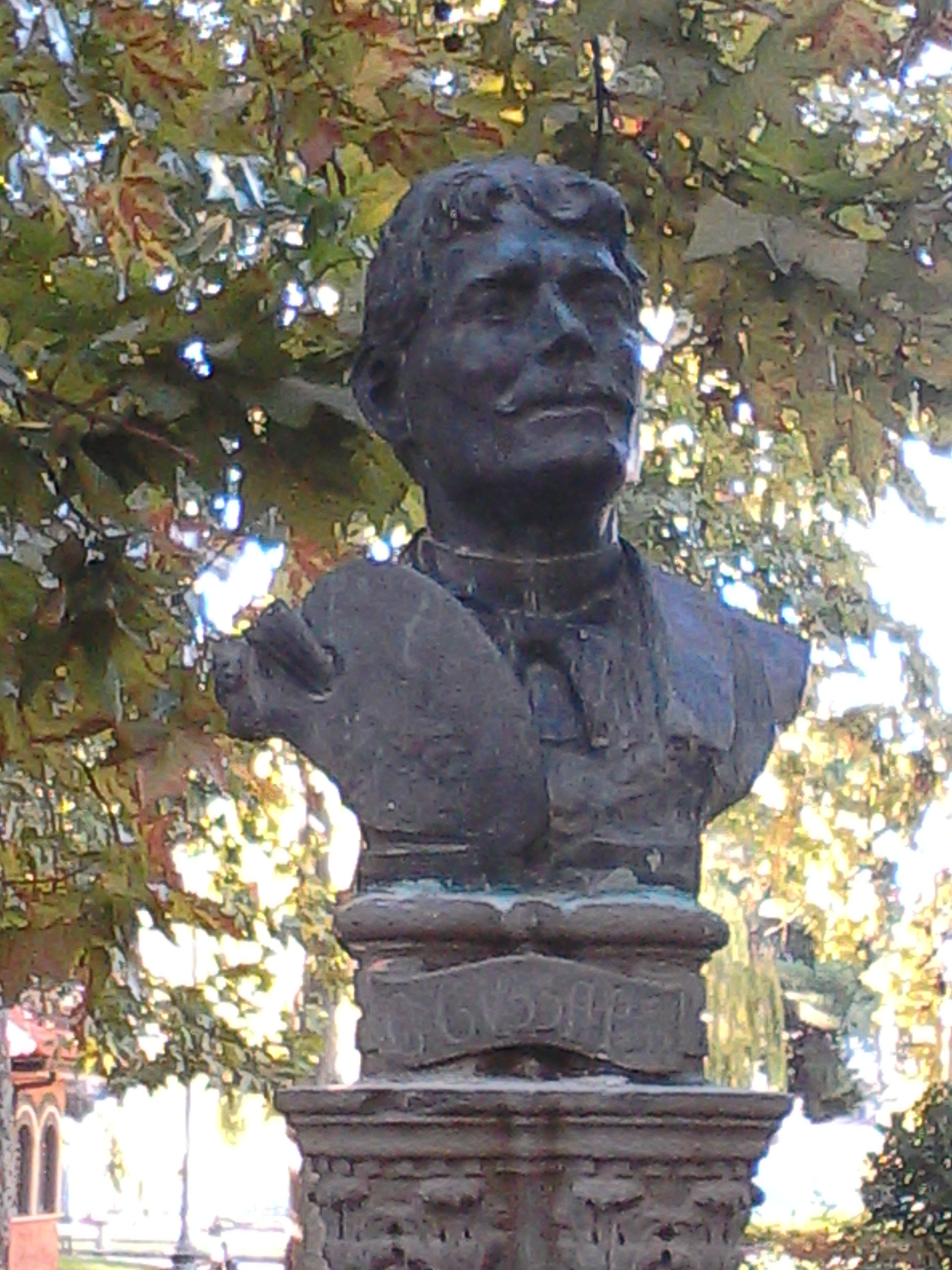
Busto di Giuseppe Guzzardi

Nel 1887 rientrò temporaneamente nella sua città natale durante una epidemia di colera e partecipò attivamente al soccorso dei bisognosi collaborando con i fratelli Salvatore e Giovanni Petronio Russo donando anche una importante somma di denaro al comitato cittadino costituito per fronteggiare l’epidemia.